# Магистрат (судья)
Магистрат — во Франции и Италии название судьи, в Великобритании название мировых судей.

## Во Франции
Магистрат как представитель судебной власти — судебный чиновник, должностное лицо с отдельным кабинетом, который может выполнять функции судьи, судебного следователя и прочих лиц, выносящих какое-либо решение по иным делам и вопросам, если его таковым назначат.
Гражданские названия:
- «сидящий магистрат», то есть судья, член суда (фр. magistrat assis, magistrat du siege);
- «стоящий магистрат», то есть прокурор, работник прокуратуры (фр. magistrat debout, magistrat debout du parquet).

Военные названия и звания:
- военный магистрат (фр. magistrat militaire) — член военного трибунала, в общем смысле, без указания звания и класса;
- генеральный военный магистрат (фр. magistrat général, general military magistrate) — эквивалент бригадного генерала;
- военный магистрат 3-го класса (фр. magistrat militaire de 3e classe) — эквивалент майора;
- военный магистрат 2-го класса (фр. magistrat militaire de 2e classe) — эквивалент подполковника;
- военный магистрат 1-го класса (фр. magistrat militaire de 1re classe) — эквивалент полковника;
- помощник, ассистент военного магистрата (фр. magistrat militaire adjoint military, magistrate militaire assistant) — эквивалент капитана.